# Dima elateroides
Dima elateroides là một loài bọ cánh cứng trong họ Elateridae. Loài này được Charpentier miêu tả khoa học năm 1825.